# بلا وودا (کروشواتس)
بلا وودا (به صربی: Bela Voda) یک منطقهٔ مسکونی در صربستان است که در کروشواس واقع شده‌است. بلا وودا ۱٬۳۸۷ نفر جمعیت دارد.